# Achaius oratorius
Achaius oratorius är en stekelart som först beskrevs av Fabricius 1793.
Achaius oratorius ingår i släktet Achaius och familjen brokparasitsteklar. Arten är reproducerande i Sverige.

## Underarter
Arten delas in i följande underarter:
- A. o. interruptus
- A. o. albizonellus